# Sigismondo dei Conti

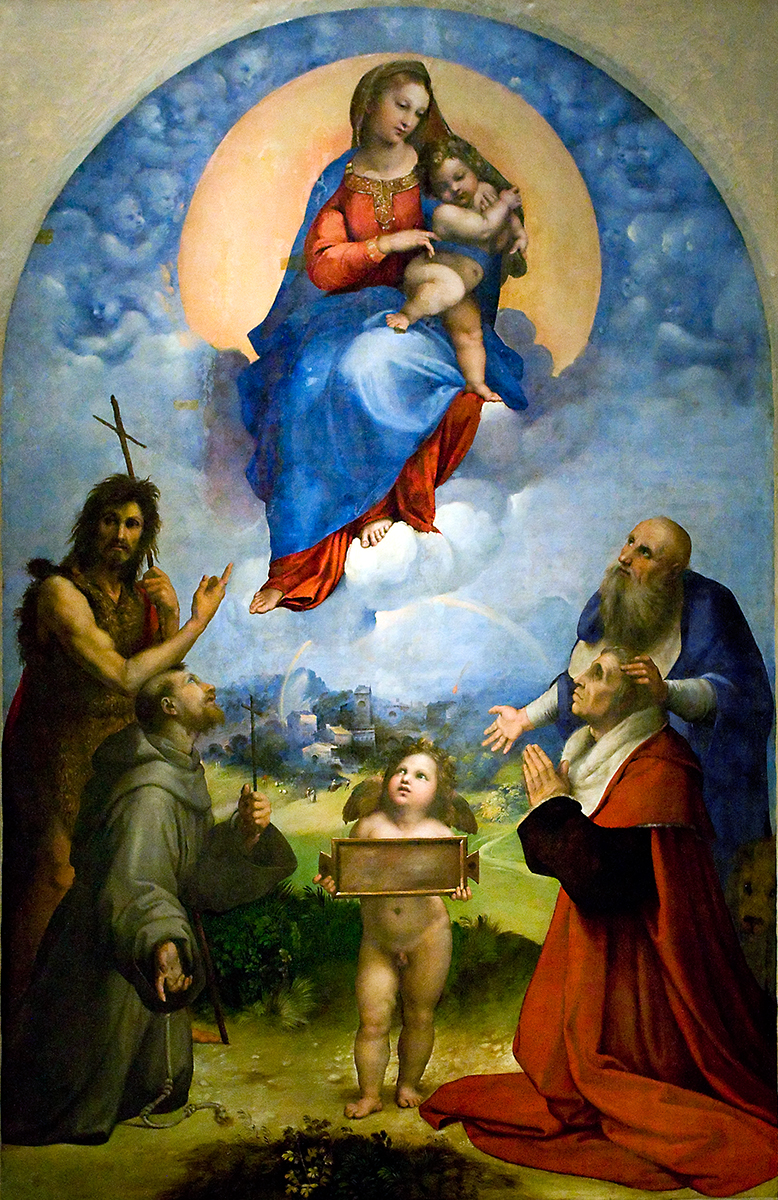
La Vierge de Foligno, Raphaël.
Sigismondo de' Conti est le personnage à genoux sur la droite, en commanditaire de l'œuvre.

Sigismondo dei Conti (Foligno 1432-1512) est un mécène, un écrivain, un historien et un humaniste italien de la fin du XVe et du début du XVIe siècle.

## Biographie
Sigismondo dei Conti est issu d'une famille noble de Foligno où il a été éduqué par son père, puis à Rome où il s'est installé vers l'an 1460.
À partir de 1476, il a été étroitement associé à de grandes figures littéraires comme Pietro Bembo, Sadoleto et Filippo Beroaldo l'Ancien.
Sous le Pape Jules II, il devint secrétaire apostolique, un poste qu'il a occupé jusqu'à sa mort (1512). 
Il a été inhumé en la Basilique Sainte-Marie d'Aracœli à Rome.
Outre la poésie humaniste de ses premières années, il est également l'auteur de Historia suorum temporum et Élégie de la mort de Platina.

## Histoire
En 1511 Sigismondo dei Conti commanda à Raphaël le tableau appelé La Vierge de Foligno où il est représenté en prière, à genoux, sur la droite, en commanditaire de l'œuvre. Cette peinture commandée pour remercier la Vierge d'avoir sauvé sa maison de Foligno frappée par la foudre était destinée pour le maître-autel de la Basilique Sainte-Marie d'Aracœli à Rome. Sur le tableau figure dans le lointain, ce qui pourrait être sa maison épargnée par la foudre, symbolisée par un cercle de feu.

## Publications
- Historia suorum temporum
- Élégie de la mort de Platina
- Le storie de' suoi tempi dal 1475 al 1510, édideur Tip. de G. Barbera in Roma, Florence, 1883.